# Phi hình sự hóa
Phi hình sự hóa hoặc decriminalization là làm giảm đi kết án hình sự liên quan đến hành vi nhất định, có lẽ hồi tố, mặc dù giấy phép có lẽ quy định hoặc phạt tiền vẫn có thể áp dụng khác với hợp pháp hóa. Thuật ngữ này được đặt ra bởi nhà nhân chủng học Jenifer James để thể hiện các phong trào của người bán dâm ''mục tiêu loại bỏ các luật được sử dụng để nhằm vào gái mại dâm'. Quá trình ngược lại là hình sự hóa.
Phi hình sự hóa phản ánh sự thay đổi quan điểm xã hội và bài học đạo đức (moral). Một xã hội có thể đưa ra quan điểm rằng một hành động không có hại, không còn bị hình sự hóa, hoặc nếu không thì không phải là vấn đề được hệ thống tư pháp hình sự giải quyết. Ví dụ về vấn đề chủ đề từng là chủ đề thay đổi quan điểm về tội phạm theo thời gian ở các xã hội và quốc gia khác nhau bao gồm: 
| - sự phá thai - Cho con bú ở nơi công cộng - tàng trữ ma túy, và sử dụng ma túy giải trí - việc giết nhân đạo bệnh nhân nan y không đau đớn - bài bạc | - đồng tính luyến ái - chế độ đa thê - mại dâm - khỏa thân công cộng - sử dụng steroid trong thể thao |

Ở một quốc gia liên bang, các hành vi có thể bị phi hình sự hóa bởi một cấp chính quyền trong khi vẫn phải chịu hình phạt của người khác; ví dụ, việc sở hữu một loại thuốc phi pháp vẫn có thể bị buộc tội hình sự bởi một cấp chính quyền, nhưng một cấp khác có thể vẫn bị phạt tiền. Điều này phải trái ngược với hợp pháp hóa, loại bỏ tất cả hoặc hầu hết các bất lợi pháp lý khỏi một hành vi bất hợp pháp trước đây. Nó cũng đã được lưu ý rằng trong khi một số hành vi đã được phi hình sự hóa, chẳng hạn như đồng tính luyến ái và ngoại tình, những hành vi khác đã gia tăng hình sự hóa của chúng, chẳng hạn như các hoạt động tình dục gia đình, hoặc loạn luân.

## Chủ đề phi hình sự hóa sử dụng ma túy
| - Phi hình sự hóa cần sa không dùng thuốc ở Hoa Kỳ - Lịch sử pháp lý của cần sa ở Hoa Kỳ - Hợp pháp hóa cần sa ở Canada - Tu chính án Colorado 64 - Dự án chính sách cần sa | - Thực thi pháp luật Chống Cấm - Tính hợp pháp của cần sa - Dòng thời gian của luật cần sa - Sử dụng ma túy có trách nhiệm - Cuộc chiến chống Ma túy |